# Word of Mouth (álbum de Toni Basil)
| Críticas profissionais | Críticas profissionais |
| Avaliações da crítica  | Avaliações da crítica  |
| Fonte                  | Avaliação              |
| ---------------------- | ---------------------- |
| Allmusic               | [ 1 ]                  |

Word of Mouth é o álbum de estreia da cantora e compositora norte-americana Toni Basil.
Foi lançado em 1981 no Reino Unido. Foi certificado Ouro pela RIAA. O álbum apresenta o hit mundial "Mickey" e também contém três covers da banda Devo. A versão norte-americana do álbum adicionou as canções "Rock On" e "Shoppin' from A to Z". "Hanging Around" foi removido.

## Faixas

### U.S. LP
1. "Mickey" (Mike Chapman, Nicky Chinn) – 4:12
2. "Rock On" (David Essex) – 4:04
3. "Shoppin' from A to Z" (Allee Willis, Bruce Roberts, Toni Basil) – 4:08
4. "You Gotta Problem" (Mark Mothersbaugh) – 4:34
5. "Be Stiff" (Gerald V. Casale, Robert Lewis) – 3:22
6. "Nobody" (Paul Delph) – 4:00
7. "Little Red Book" (Burt Bacharach, Hal David) – 4:04
8. "Space Girls" (Gerald V. Casale) – 2:56
9. "Thief on the Loose" (Toni Basil, Greg Mathieson) – 3:50
10. "Time After Time" (Nick Gilder, James McCullough) – 4:18

### U.K. LP
1. "Nobody" – 4:03
2. "Hangin' Around" (Conway) – 4:08
3. "Thief on the Loose" – 3:54
4. "Time After Time" – 4:23
5. "Mickey" – 4:15
6. "Little Red Book" – 4:07
7. "Be Stiff" – 3:24
8. "Space Girls" – 3:00
9. "You Gotta Problem" – 4:36

## Cassete internacional
1. "Mickey"
2. "Nobody"
3. "Hangin' Around"
4. "Thief on the Loose"
5. "Little Red Book"
6. "Time After Time"
7. "Be Stiff"
8. "Space Girls"
9. "You Gotta Problem"

## Desempenho nas tabelas musicais

### Posições
| Tabela musical (1982)             | Melhor posição |
| --------------------------------- | -------------- |
| Estados Unidos - Billboard 200    | 22             |
| Nova Zelândia - Recorded Music NZ | 27             |